# Svetlana Șepelev-Tcaci
Svetlana Șepelev-Tcaci (n. 10 mai 1969, Ciolacu Nou, RSS Moldovenească, URSS) este o fostă alergătoare moldoveană pe distanțe lungi.
A reprezentat Republica Moldova la Jocurile Olimpice de vară din 2004 din Atena, Grecia, unde a terminat pe poziția 61 în maraton.

## Realizări sportive
- Toate rezultatele referitoare la maraton, dacă nu se specifică altfel:

| An                             | Competiție                     | Locație                        | Loc                            | Note                           |
| Reprezentând Republica Moldova | Reprezentând Republica Moldova | Reprezentând Republica Moldova | Reprezentând Republica Moldova | Reprezentând Republica Moldova |
| ------------------------------ | ------------------------------ | ------------------------------ | ------------------------------ | ------------------------------ |
| 1993                           | Maratonul din Riga             | Riga, Letonia                  | 1                              | 2:55:07                        |
| 1995                           | Maratonul din Praga            | Praga, Cehia                   | 1                              | 2:39:33                        |
| 1996                           | Maratonul din Podgorica        | Podgorica, Muntenegru          | 1                              | 2:49:35                        |
| 1997                           | Maratonul din Podgorica        | Podgorica, Muntenegru          | 1                              | 2:49:25                        |
| 1999                           | Maratonul din Podgorica        | Podgorica, Muntenegru          | 1                              | 2:42:46                        |
| 2000                           | Grandma's Marathon             | Duluth, Statele Unite          | 1                              | 2:33:53                        |
| 2004                           | Jocurile Olimpice              | Atena, Grecia                  | 61                             | 3:03:29                        |
| 2006                           | Maratonul din Podgorica        | Podgorica, Muntenegru          | 1                              | 2:56:35                        |